# 435-й истребительный авиационный полк
435-й истребительный авиационный полк — воинское подразделение вооружённых СССР в Великой Отечественной войне.

## История
Сформирован в осенью 1941 года в Молотове. С 10.12.1942 по 11.03.1943 носил наименование 435-й смешанный авиационный полк
В составе действующей армии с 06.10.1941 по 26.11.1941, с 02.05.1942 по 14.11.1944.
При формировании на вооружении полка состояли самолёты МиГ-3. Действовал в Крыму до 15.11.1941, после чего выведен в резерв — в полку не осталось ни одного самолёта (частью уничтожены на земле составом полка) и ни одного лётчика — вероятно, снова в Молотов, в 17-й запасной авиационный полк, где личный состав был переучен на истребители Харрикейн. Кроме них в 1942 году на вооружении полка состояли ещё И-153.
В мае 1942 года направлен в Карелию, где и действовал до конца боевых действий в составе разных армий. В декабре 1942 года получил эскадрилью на У-2 и стал именоваться смешанным полком до марта 1943 года.
Участвуя в Свирско-Петрозаводской операции 22.06.1944 прикрывал суда Ладожской военной флотилии с десантом и собственно высадку десанта в ходе Тулоксинской десантной операции.
В 1944 году, во время проведения Петсамо-Киркенесской операции действовал в районе Луостари, в частности прикрывая штурмовики 828-го штурмового авиационного полка. В это время (c конца 1943 года, получены 50 самолётов) на вооружении полка состояли ЛаГГ-3.
За время боевых действий в Карелии базировался на аэродромах Лоухи, Беломорск, Сегежа, Лодейное Поле, Олонец, Гирвас, Суоярви, Белое море, Кандалакша, Мурманск.
В ноябре 1944 года передислоцирован на аэродром Выползово, неподалёку от Бологого, где начал переучивание на Ла-7, в боях больше не участвовал, хотя планировалось его участие в заключительных действиях в ходе войны. Однако при перегоне самолётов Ла-7 в количестве 56 штук из Арзамаса в феврале 1945 года вследствие плохой погоды лётчики были вынуждены осуществлять посадку на лёд Волги не выпуская шасси, таким образом практически полностью выведя из строя материальную часть.

## Полное наименование
- 435-й истребительный авиационный полк

## Подчинение
| Дата            | Фронт (округ)           | Армия                | Корпус | Дивизия                             | Примечания |
| --------------- | ----------------------- | -------------------- | ------ | ----------------------------------- | ---------- |
| 01.11.1941 года | -                       | -                    | -      | -                                   | нет данных |
| 01.12.1941 года | Войска Крыма            | 51-я отдельная армия | -      | -                                   | -          |
| 01.01.1942 года | Резерв Ставки ВГК       | -                    | -      | -                                   | -          |
| 01.02.1942 года | Уральский военный округ | -                    | -      | -                                   | -          |
| 01.03.1942 года | Уральский военный округ | -                    | -      | -                                   | -          |
| 01.04.1942 года | Резерв Ставки ВГК       | -                    | -      | -                                   | -          |
| 01.05.1942 года | Резерв Ставки ВГК       | -                    | -      | -                                   | -          |
| 01.06.1942 года | Карельский фронт        | 19-я армия           | -      | -                                   | -          |
| 01.07.1942 года | Карельский фронт        | 19-я армия           | -      | -                                   | -          |
| 01.08.1942 года | Карельский фронт        | 19-я армия           | -      | -                                   | -          |
| 01.09.1942 года | Карельский фронт        | 19-я армия           | -      | -                                   | -          |
| 01.10.1942 года | Карельский фронт        | 19-я армия           | -      | -                                   | -          |
| 01.11.1942 года | Карельский фронт        | 19-я армия           | -      | -                                   | -          |
| 01.12.1942 года | Карельский фронт        | 19-я армия           | -      | -                                   | -          |
| 01.01.1943 года | Карельский фронт        | 26-я армия           | -      | -                                   | -          |
| 01.02.1943 года | Карельский фронт        | 26-я армия           | -      | -                                   | -          |
| 01.03.1943 года | Карельский фронт        | 26-я армия           | -      | -                                   | -          |
| 01.04.1943 года | Карельский фронт        | 7-я воздушная армия  | -      | 261-я смешанная авиационная дивизия | -          |
| 01.05.1943 года | Карельский фронт        | 7-я воздушная армия  | -      | 261-я смешанная авиационная дивизия | -          |
| 01.06.1943 года | Карельский фронт        | 7-я воздушная армия  | -      | 261-я смешанная авиационная дивизия | -          |
| 01.07.1943 года | Карельский фронт        | 7-я воздушная армия  | -      | 261-я смешанная авиационная дивизия | -          |
| 01.08.1943 года | Карельский фронт        | 7-я воздушная армия  | -      | 261-я смешанная авиационная дивизия | -          |
| 01.09.1943 года | Карельский фронт        | 7-я воздушная армия  | -      | 261-я смешанная авиационная дивизия | -          |
| 01.10.1943 года | Карельский фронт        | 7-я воздушная армия  | -      | 261-я смешанная авиационная дивизия | -          |
| 01.11.1943 года | Карельский фронт        | 7-я воздушная армия  | -      | 261-я смешанная авиационная дивизия | -          |
| 01.12.1943 года | Карельский фронт        | 7-я воздушная армия  | -      | 260-я смешанная авиационная дивизия | -          |
| 01.01.1944 года | Карельский фронт        | 7-я воздушная армия  | -      | 260-я смешанная авиационная дивизия | -          |
| 01.02.1944 года | Карельский фронт        | 7-я воздушная армия  | -      | 260-я смешанная авиационная дивизия | -          |
| 01.03.1944 года | Карельский фронт        | 7-я воздушная армия  | -      | 260-я смешанная авиационная дивизия | -          |
| 01.04.1944 года | Карельский фронт        | 7-я воздушная армия  | -      | 260-я смешанная авиационная дивизия | -          |
| 01.05.1944 года | Карельский фронт        | 7-я воздушная армия  | -      | 260-я смешанная авиационная дивизия | -          |
| 01.06.1944 года | Карельский фронт        | 7-я воздушная армия  | -      | 260-я смешанная авиационная дивизия | -          |
| 01.07.1944 года | Карельский фронт        | 7-я воздушная армия  | -      | 260-я смешанная авиационная дивизия | -          |
| 01.08.1944 года | Карельский фронт        | 7-я воздушная армия  | -      | 260-я смешанная авиационная дивизия | -          |
| 01.09.1944 года | Карельский фронт        | 7-я воздушная армия  | -      | 260-я смешанная авиационная дивизия | -          |
| 01.10.1944 года | Карельский фронт        | 7-я воздушная армия  | -      | 257-я смешанная авиационная дивизия | -          |
| 01.11.1944 года | Карельский фронт        | 7-я воздушная армия  | -      | 257-я смешанная авиационная дивизия | -          |

## Командиры полка
- Полковник Иван Алексеевич Зыканов, период нахождения в должности: с 11 марта 1943 года по 01 сентября 1943 года